# Ziegenbachtal (Bad Oeynhausen)
Das Ziegenbachtal ist ein schmaler, bewaldeter Grüngürtel beiderseits des Ziegenbaches im Süden der Stadt Bad Oeynhausen. Das Tal bzw. der Wald selbst ist rund zwei Kilometer lang und nur zwischen 30 m und 100 m breit. Lediglich ganz im Süden verbreitert sich der Wald auf knapp 300 m. Bei dem Tal handelt sich um ein für die Region typisches Siek.
Das Ziegenbachtal hat gemäß Gebiet des Landschaftsplans „Bad Oeynhausen“ eine Fläche von 10,73 Hektar, wobei die reine Waldfläche rund fünf Hektar umfasst, und ist damit mehr als doppelt so groß wie das benachbarte Hambkebach-Tal, jedoch um den Faktor vier kleiner als das Siekertal ganz im Westen der Südstadt. Jedoch ähnelt es in vielerlei Umständen genannten Tälern: ein an Fläche zwar formal kleines Gebiet, das durch seine lange Nordsüdausdehnung aber dennoch weitläufig wahrgenommen wird und, da weitestgehend von Baugrundstücken umgeben, als lokale Grüne Lunge fungiert.
Der Ziegenbach als Mittelgebirgsbach hatte im Laufe der Zeit ein sehr kompaktes, unnatürliches Gewässerbett ausgebildet. Durch die  Begradigung früherer Zeiten hat sich die Lauflänge deutlich verkürzt. Aufgrund des höheren Gefälles hat sich eine signifikante Sohlerosion eingestellt. Inzwischen liegt die Bachsohle abschnittsweise mehr als 2 m unter Geländeniveau. Um diese Auswirkungen abzumildern, wurden daher umfangreiche Bachverlegungen geplant.